# Marion Poschmann
Marion Poschmann (Essen, 15 dicembre 1969) è una scrittrice e poetessa tedesca.

## Biografia
Nata nel 1969 a Essen, vive e lavora a Berlino.
Dal 1989 al 1992 ha studiato letteratura e filosofia tedesca e slava all'Università di Bonn e dal 1992 al 1995 si è specializzata a Berlino.
Insegnante di tedesco dal 1997 al 2003 in un progetto di scuola primaria tedesco-polacco, è membra dell'Accademia delle scienze e della letteratura, dell'Accademia tedesca di lingua e letteratura, dell'Accademia delle arti libere di Amburgo e del Centro PEN Germania.
Autrice di romanzi e raccolte poetiche, nel 2018 ha vinto il Berliner Literaturpreis e l'anno successivo è entrata nella shortlist del Man Booker International Prize con il romanzo Le isole dei pini.
Particolarmente apprezzata la sua lirica, premiata con riconoscimenti di diverso ambito (tra cui il Deutscher Preis für Nature Writing) e ben conosciuta anche in Italia, dove ha ricevuto il prestigioso premio CEPPO - Pistoia nel 2020 per l'opera Paesaggi in prestito.

## Opere principali

### Narrativa
- Baden bei Gewitter (2002)
- Schwarzweißroman (2005)
- Cani del cielo (Hundenovelle, 2008), Milano, Cairo, 2009 traduzione di Margherita Belardetti ISBN 978-88-6052-243-6.
- Die Sonnenposition (2013)
- Le isole dei pini (Die Kieferninseln, 2017), Milano, Bompiani, 2019 traduzione di Dario Borso ISBN 978-88-452-9714-4.

### Poesia
- Verschlossene Kammern (2002)
- Grund zu Schafen (2004)
- Geistersehen (2010)
- Paesaggi in prestito (Geliehene Landschaften, 2018), Bracciano, Del Vecchio Editore 2020, traduzione di Paola Del Zoppo ISBN 9788861101128.

## Premi e riconoscimenti
- - 2000 Stipendium der Stiftung Kulturfonds Berlin und Brandenburg
  - 2002 Alfred-Döblin-Stipendium
  - 2003 Autoren-Förderungsprogramm der Stiftung Niedersachsen (Poesia lirica)
  - 2003 Wolfgang-Weyrauch-Förderpreis
  - 2003 Aufenthaltsstipendium Künstlerhaus Lukas in Ahrenshoop
  - 2004 Stipendium der Deutschen Akademie Rom Villa Massimo
  - 2005 Förderpreis des Kulturkreises der Deutschen Wirtschaft im BDI
  - 2005 Nominiert für den Deutschen Buchpreis mit Schwarzweißroman
  - 2005 Literaturpreis Ruhrgebiet
  - 2006 Stipendium des Heinrich-Heine-Hauses der Stadt Lüneburg
  - 2006 Stipendium im Internationalen Künstlerhaus Villa Concordia
  - 2006 Förderpreis zum Droste-Preis der Stadt Meersburg
  - 2007 Förderpreis des Landes Nordrhein-Westfalen für junge Künstlerinnen und Künstler
  - 2007 Arbeitsstipendium des Deutschen Literaturfonds
  - 2007 Literaturstipendium in den Künstlerhäusern Worpswede
  - 2009 Kunstpreis Literatur der Land Brandenburg Lotto GmbH
  - 2009 Literaturstipendium der Konrad-Adenauer-Stiftung (Else-Heiliger-Fonds)
  - 2009 Stipendium Künstlerhaus Edenkoben
  - 2010 Stadtschreiberin zu Rheinsberg
  - 2011 Stadtschreiberstipendium Tübingen
  - 2011 Peter-Huchel-Preis
  - 2011 Arbeitsstipendium des Berliner Senats
  - 2011 Ernst Meister-Preis für Lyrik für Geistersehen
  - 2012 Arbeitsstipendium des Deutschen Literaturfonds
  - 2013 Finalistin beim Deutschen Buchpreis (Shortlist) mit Die Sonnenposition
  - 2013 Wilhelm-Raabe-Literaturpreis
  - 2015 Thomas-Kling-Poetikdozentur der Universität Bonn
  - 2016 Mitglied der Akademie der Wissenschaften und der Literatur Mainz
  - 2017 Deutscher Preis für Nature Writing
  - 2017 Düsseldorfer Literaturpreis
  - 2017 Mitglied der Deutschen Akademie für Sprache und Dichtung
  - 2017 Nominiert für den Deutschen Buchpreis mit Die Kieferninseln (Shortlist)
  - 2018 Berliner Literaturpreis, mit Gastprofessur für deutschsprachige Poetik an der FU Berlin im Sommersemester 2018
  - 2018 Klopstock-Preis für neue Literatur für Die Kieferninseln
  - 2019 Nominiert für den Man Booker International Prize (Shortlist) für Die Kieferninseln (The Pine Islands)
  - 2019 Mitglied der Nordrhein-Westfälischen Akademie der Wissenschaften und der Künste
  - 2020 Wiesbadener Lyrikpreis Orphil für ihr bisheriges lyrisches Werk – insbesondere für den Band Nimbus
  - 2020 Hölty-Preis für ihr umfangreiches lyrisches Œuvre (unter besonderer Hervorhebung des Bandes Nimbus